# 日本とボスニア・ヘルツェゴビナの関係
日本とボスニア・ヘルツェゴビナの関係（ボスニア語: Odnosi Japan i Bosna i Hercegovina、クロアチア語: Odnosi Japan i Bosna i Hercegovina、セルビア語: Односи Јапан и Босна и Херцеговина、英語: Japan–Bosnia and Herzegovina relations） では、日本とボスニア・ヘルツェゴビナの関係について概説する。

## 両国の比較
|               | ボスニア・ヘルツェゴビナ           | 日本                           | 両国の差                                 |
| ------------- | ---------------------------------- | ------------------------------ | ---------------------------------------- |
| 人口          | 330万1000人（2019年）              | 1億2626万人（2019年）          | 日本はボスニア・ヘルツェゴビナの約33.3倍 |
| 国土面積      | 5万1000 km2                        | 37万7972 km2                   | 日本はボスニア・ヘルツェゴビナの約7.4倍  |
| 人口密度      | 65 人/km2（2018年）                | 347 人/km2（2018年）           | 日本はボスニア・ヘルツェゴビナの約5.3倍  |
| 首都          | サラエヴォ                         | 東京都                         |                                          |
| 最大都市      | サラエヴォ                         | 東京都区部                     |                                          |
| 政体          | 共和制 連邦制 大統領制             | （民主制）議院内閣制           |                                          |
| 公用語        | ボスニア語 セルビア語 クロアチア語 | 日本語（事実上）               |                                          |
| 通貨          | 兌換マルク                         | 日本円                         |                                          |
| 国教          | なし                               | なし                           |                                          |
| 人間開発指数  | 0.780                              | 0.919                          |                                          |
| 民主主義指数  | 4.86                               | 7.99                           |                                          |
| GDP（名目）   | 201億6419万米ドル（2019年）        | 5兆819億6954万米ドル（2019年） | 日本はボスニアヘルツェゴビナの約252倍    |
| 一人当たりGDP | 6108.5米ドル（2019年）             | 40246.9米ドル（2019年）        | 日本はボスニアヘルツェゴビナの約6.6倍    |
| 経済成長率    | 2.7%（2019年）                     | 0.7%（2019年）                 |                                          |
| 軍事費        | 1億8316万8860米ドル（2019年）      | 476億902万米ドル（2019年）     | 日本はボスニアヘルツェゴビナの約260倍    |

## 歴史

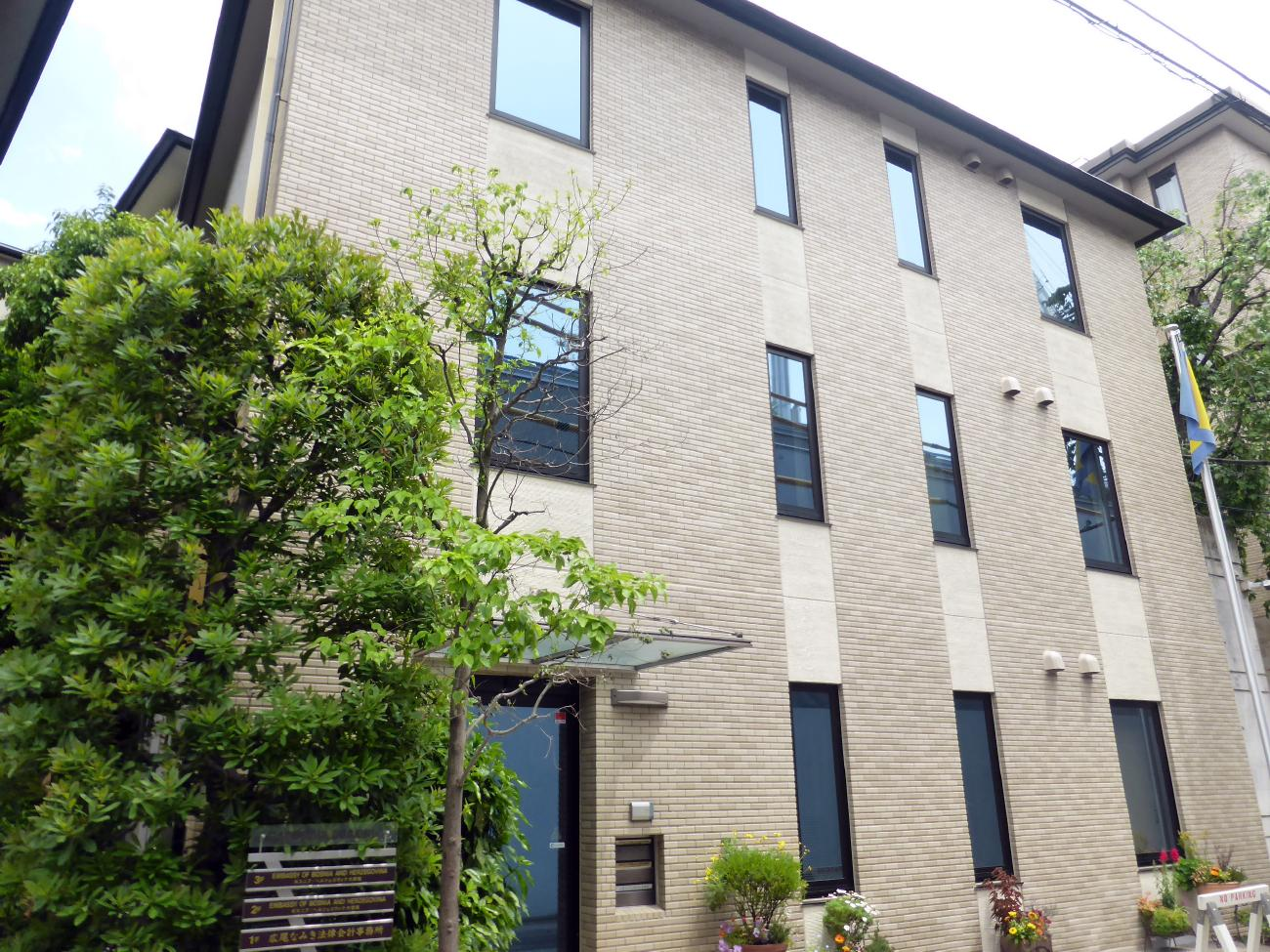
駐日ボスニア・ヘルツェゴビナ大使館が入居するビル

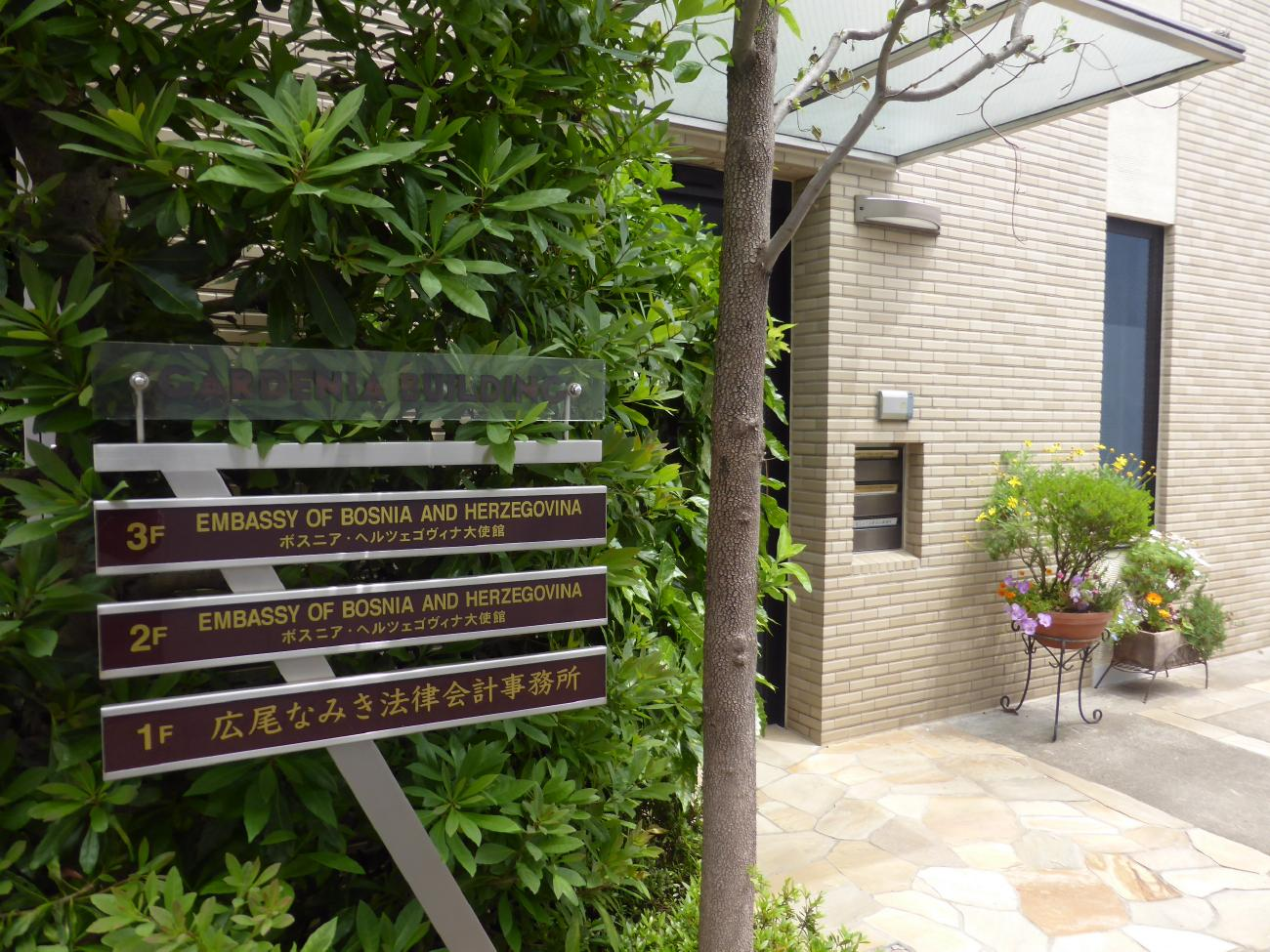
ボスニア・ヘルツェゴビナ大使館は2Fと3F

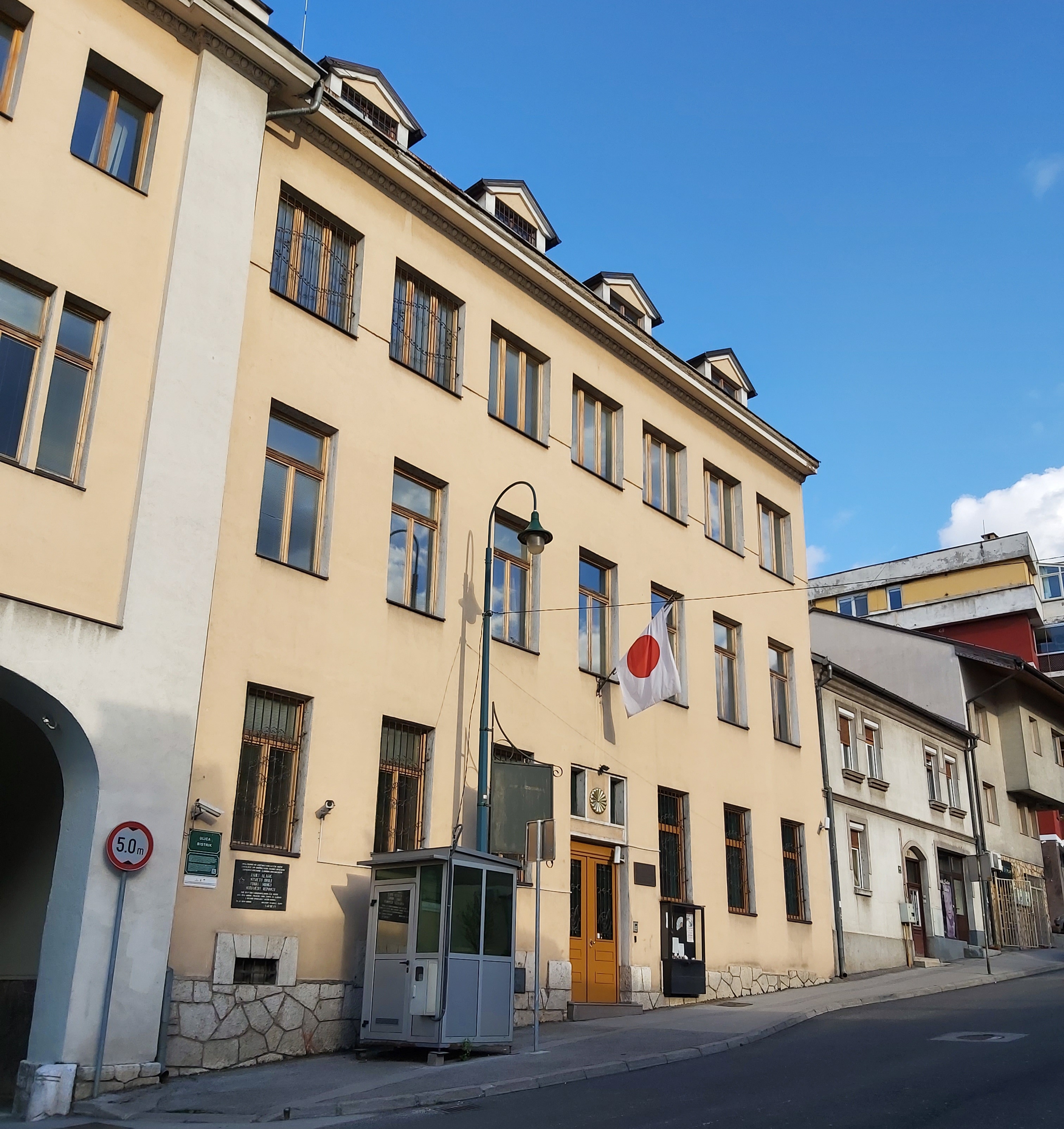
在ボスニア・ヘルツェゴビナ日本国大使館全景（サラエヴォ）

### ボスニア・ヘルツェゴビナ前史
紀元前1世紀にローマ帝国の支配下に入る。
6世紀にはスラヴ人が定住し、キリスト教カトリックと正教会の境界線となる。
12世紀後半、ボスニア王国が同地域を支配し、現国家の源流となった。
15世紀後半、オスマン帝国の支配下に入る。
19世紀から20世紀にかけて、オスマン帝国の弱体化に伴いオーストリア＝ハンガリー帝国とロシア帝国の勢力争いの場になる。1908年にはオーストリア＝ハンガリー帝国によるボスニア・ヘルツェゴビナ併合、1914年にはサラエヴォ事件が起こり、第一次世界大戦勃発のきっかけとなる。
1918年に成立したユーゴスラビア王国に参加し、第二次世界大戦後はユーゴスラビア社会主義連邦共和国の一自治共和国「ボスニア・ヘルツェゴビナ社会主義共和国」となる。
1984年にサラエヴォオリンピックが開催された。
1992年から1995年まで、ユーゴスラビア紛争の一つとしてボスニア・ヘルツェゴビナ紛争が勃発。独立を果たす。

### 独立以前の交流
独立以前のボスニア・ヘルツェゴビナと日本の交流は、オーストリア＝ハンガリー帝国やユーゴスラビアを介していた。特に1984年にユーゴスラビア社会主義連邦共和国が開催した初めてかつ唯一のサラエヴォオリンピックでは、日本は選手団を送って北沢欣浩がスピードスケート男子500ｍで見事銀メダルを獲得している。また、開催都市招致の段階からサラエヴォと日本の札幌市はライバルであり、決選投票も行われて札幌は3票差という僅差でサラエヴォに敗れている。
その後、ボスニア・ヘルツェゴビナ紛争が勃発。フォチャの虐殺、プリイェドルの虐殺、ラシュヴァ渓谷の民族浄化、スレブレニツァの虐殺といった凄惨な事件が次々発生し、欧州最大の紛争となった。これを受け日本は現地から殆どに日本人を帰国させ、また日本でも連日この紛争が報道された。紛争終結後、日本はボスニア・ヘルツェゴビナに対して多くの人道支援を実施した。なお、紛争はデイトン合意によって和平を迎えたが、日本は和平履行評議会の一国として和平維持を継続的に促している。

### 外交史
ボスニア・ヘルツェゴビナ紛争を経てユーゴスラビアからの完全な独立を果たすと、1996年1月23日に日本は同国を国家承認し、同年2月9日には外交関係が樹立した。同年6月から在オーストリア日本国大使館がボスニア・ヘルツェゴビナを兼轄し、1998年2月にはサラエヴォに兼勤駐在官事務所を開設、2008年1月に在ボスニア・ヘルツェゴビナ日本国大使館に格上げされた。一方のボスニア・ヘルツェゴビナ側は1991年1月に東京に駐日ボスニア・ヘルツェゴビナ大使館が設置され、2月から駐日大使が常駐を開始した。

## 現況

### 要人往来
紛争終結間近の1994年、外務省総合外交政策局長柳井俊二をヘッドとする旧ユーゴスラビア調査チームがボスニア・ヘルツェゴビナに派遣された。これを契機に紛争終結後は日本からのボスニア・ヘルツェゴビナ訪問が始まり、1996年には外務大臣池田行彦が、1998年には外務大臣小渕恵三が当国を訪問した。近年では、2016年10月に両国外交関係樹立20周年を節目に外務副大臣岸信夫がボスニア・ヘルツェゴビナを訪問して、経済関係の強化について話し合われた。
ボスニア・ヘルツェゴビナ側は2005年にアドナン・テルジッチ閣僚会議議長が来日して総理大臣小泉純一郎と首脳会談を実施。ボスニア側は日本の和平履行への貢献に感謝を示したのに対し、日本側はさらなるボスニア・ヘルツェゴビナの安定化と経済発展のための支援を約束した。また、2019年には即位礼正殿の儀のために大統領評議会議長ジェリコ・コムシッチが来日した。

### 経済関係
経済的には、日本は2018年までに500億円以上の開発援助を実施した。主要な援助はインフラ整備で、日本のODAで建設されたドボイ橋及びモドリッチャ橋は、紛争後長らく阻害されてきた円滑な物流に大きな貢献を果たした。また、ボスニア・ヘルツェゴビナは欧州の中では未だに賃金が低く生産コストが少ない。その事から、製造拠点としての潜在性が日系企業に注目されつつある。

## 外交使節

### 駐日ボスニア・ヘルツェゴビナ大使
1. ベンヤミン・マルキン（1998～2001年、信任状捧呈は1999年2月10日[30]）[31]
  - （臨時代理大使）アジィズ・ハジムラトヴィッチ（2001～2002年）
2. ヴラディミル・ラスプディッチ（2002～2006年、信任状捧呈は3月22日[32]）
3. ボリヴォイ・マロイエヴィッチ（2006～2009年、信任状捧呈は3月31日[33]）
  - （臨時代理大使）ファゥド・ジィジィチ（2009～2010年）[34]
4. ペロ・マティッチ（2010～2013年、信任状捧呈は6月25日[35]）
  - （臨時代理大使）イェレナ・パシッチ（2013～2014年）
5. アネサ・クンドゥロビッチ（2014～2017年、信任状捧呈は4月9日[36]）
  - （臨時代理大使）イェレナ・パシッチ（2017年）
6. ボリスラブ・マリッチ（2017～2019年、信任状捧呈は5月10日[37]）
  - （臨時代理大使）メンスール・ユーシッチ（2019年）
7. シニシャ・ベリャン（2019年～2023年、信任状捧呈は7月4日[38]）
  - （臨時代理大使）ミレ・ニコリッチ（2023年）
8. マト・ゼコ（2023年～、信任状捧呈は12月7日[39]）